# Tatiana Zhyrkova
Tatiana Zhyrkova (que l'on trouve également avec les orthographes Tatyana et Zhirkova) est une athlète russe, née le 12 décembre 1968, adepte de la course d'ultrafond, trois fois championne du monde des 100 km.

## Biographie
Tatiana Zhyrkova est trois fois championne du monde des 100 km en 2002, 2004 et 2008, et deux fois championne d'Europe des 100 km en 2003 et 2008. De plus, elle détient le record d'Europe des 100 km sur route en 7 h 10 min 32 s aux championnats d'Europe des 100 km de Winschoten en 2004,,.

## Records personnels
Statistiques ultra de Tatiana Zhyrkova d'après la Road Race Management :
- 10 000 m : 32 min 28 s
- Semi-marathon : 1 h 13 min 36 s en 2003
- Marathon : 2 h 27 min 6 s au marathon de Francfort en 2005

- 100 km route : 7 h 10 min 32 s aux championnats d'Europe IAU des 100 km de Winschoten en 2004[7]